# 吴仲超
吴仲超（1902年4月—1984年10月7日），江苏南汇（今属上海市）人。中国共产党官员。曾任故宫博物院院长。

## 生平
1927年9月，吴仲超入上海法科大学政治经济专科学习。1928年9月，参加中国共产党。第一次国共内战时期，历任中共南汇县委书记，中共南汇中心县委书记，中共上海沪东、沪西区委委员，中共无锡中心县委书记。抗日战争时期，历任新四军战地服务团副团长，中共苏南特委书记，中共苏南区党委书记、行署主任，中共苏皖区党委书记，江南抗日义勇军政治部副主任，中共苏浙皖边区党委委员、组织部长。第二次国共内战时期，任华中分局秘书长、山东省文物管理委员会主任。
中华人民共和国成立后，任中共中央华东局副秘书长、华东局党校副校长。1954年6月，被中央人民政府政务院任命为故宫博物院院长，同时任中央人民政府文化部部长助理。他是第三、四、五届全国政协委员。
1984年10月7日，吴仲超在北京病逝。